# Huigobio chenhsienensis
Huigobio chenhsienensis är en fiskart som beskrevs av Fang, 1938. Huigobio chenhsienensis ingår i släktet Huigobio och familjen karpfiskar. IUCN kategoriserar arten globalt som livskraftig. Inga underarter finns listade i Catalogue of Life.